# Mark Steines
Mark Anthony Steines (Dubuque, 7 giugno 1964) è un giornalista, conduttore televisivo e attore statunitense.

## Biografia
Steines è nato a Dubuque, capoluogo dell'omonima contea statunitense dell'Iowa. Si è diplomato alla Hempstead High School di Dubuque e ha successivamente frequentato la University of Northern Iowa a Cedar Falls, laureandosi in radio e televisione.

## Vita privata
Il 22 luglio 1995 ha sposato Leanza Cornett, Miss America 1993, sull'isola di Kauai. La coppia ha avuto due figli, Kai Harper e Avery James. Nel gennaio 2013, Steines e Cornett hanno annunciato ufficialmente il divorzio dopo 17 anni di matrimonio.
Il 20 agosto 2016, Steines ha sposato l'autrice di libri per bambini Julie Freyermuth. I due hanno avuto una figlia, Parker Rose, nata il 28 luglio 2017.

## Carriera
Dopo la laurea, Steines ha lavorato nella redazione della KWWL-TV a Waterloo (Iowa), ricoprendo il ruolo di reporter e fotografo. È poi passato a KSPR a Springfield (Missouri), dove è stato conduttore di programmi sportivi fino al 1991. È poi passato alla KCAL-TV di Los Angeles e ha iniziato a lavorare per ESPN. Steines ha ricevuto due Emmy Award e un Golden Mike Award per programmi realizzati in KCAL-TV. Ha poi ricevuto un terzo Emmy per la conduzione della Hollywood Christmas Parade del 2005.
Nel 1995, ha iniziato a lavorare come corrispondente e conduttore per Entertainment Tonight. Dopo 17 anni, il 27 luglio 2012 Steines ha lasciato il programma per perseguire nuovi obiettivi lavorativi.
È successivamente diventato conduttore del talk show televisivo Home & Family, trasmesso da Hallmark Channel. Nel giugno 2018, Steines è stato licenziato dal programma.
A partire dal 2017, ha preso il posto di Bob Eubanks nella posizione di commentatore della Tournament of Roses parade, trasmessa su KTLA.
Oltre al suo lavoro come giornalista televisivo, Steines ha recitato per il cinema e per la TV. Uno dei suoi ruoli più importanti è stato quello di guardia di sicurezza della Casa Bianca nel film Gli intrighi del potere - Nixon (1995).

## Filmografia

### Cinema
- Gli intrighi del potere - Nixon (Nixon), regia di Oliver Stone (1995)

### Televisione
- Susan (Suddenly Susan) - serie TV (1999)
- The Practice - Professione avvocati (The Practice) - serie TV (2002)
- Febbre d'amore (The Young and the Restless) - serie TV (2004)
- Half & Half - serie TV (2005)
- CSI: NY - serie TV (2006)
- A Rose for Christmas - film TV (2017)

### Doppiatore
- Manny tuttofare (Handy Manny) - Serie TV (2007)

## Doppiatori italiani
Nelle versioni in italiano delle opere in cui ha recitato, Mark Steines è stato doppiato da:
- Roberto Certomà in CSI: NY